# جيرني هاليك
جيرني هاليك (بالإنجليزية: Gurney Halleck) هو شخصية خيالية من سلسلة فرنشايز كثيب التي ألَّفها فرانك هربرت. وهو شخصية رئيسية في كثيب (1965) وذرية كثيب (1976) بصفته سيد الحرب مع آل آتريديز، ويعمل كمرشد وصديق ومستشار لبول آتريديز. كما يظهر في بعض روايات بادئة/تتمة السلسلة التي كتبها برايان هربرت وكيفن ج. أندرسون.